# Rassemblement politique
Un rassemblement politique, ou meeting politique, est un type de réunion publique qui rassemble des militants venant assister aux discours de personnalités politiques. Il s'agit d'une stratégie de communication fréquemment utilisée par les partis politiques lors des campagnes électorales,.